# Tarabaj Bhonsale
Tarabai Bhonsale (1675, Sátárá – 9. prosince 1761) byla regentkou Maráthské říše od roku 1700 do roku 1708. Byla manželkou Čhatrapatí Rajaramy Bhonsale, snachou zakladatele říše Maráthů Šivádžího (angl. Shivaji) a matka Šivádžího II. Je uznávaná za svou roli při udržování odporu proti Mughalské říši okupující území Maráthů po smrti jejího manžela. Vládla jako regentka za svého nezletilého syna. Je ctěna za své úsilí o zachování maráthské kultury.

## Životopis
Tarabaj pocházela z klanu Mohitů a byla dcerou slavného maráthského generála Hambirao Mohita. Po smrti svého manžela Rajarama v březnu 1700 se prohlásila regentkou svého syna Šivádžího II.

## Velitelka maráthské armády
Jako regentka Tarabaj pokračovala v boji proti mughalskému císaři Aurangzébovi. Byla skvělá jezdkyně a v průběhu bojů ona sama rozhodovala o válečné strategii. Osobně velela armádě a pokračovala v boji proti Mughalům. Nabídla mughalskému císaři příměří, ovšem za takových podmínek, že mughalský císař okamžitě příměří odmítl a Tarabaj pokračovala v boji. V roce 1705 Maráthové překročili řeku Narmada a odtud podnikali rychlé útoky do Málvy. Po každém nájezdu se okamžitě stáhli zpět. V roce 1706 byla Tarabaj po čtyři dny zajata mughalskými vojáky. Podařilo se jí uprchnout, když podplatila jednoho mughalského vojáka. Vyplatila se svými šperky, včetně náramků, které samy o sobě byly odhadovány na 10 milionů rupií. Maráthům se velmi ulevilo po zprávě o smrti mughalského císaře Aurangzéba, který zemřel v Khuldabadu v Aurangábádu v roce 1707.
O letech 1700–1707 píše Sir Jadunath Sarkar (10. prosince 1870 – 19. května 1958), významný indický historik: „Během tohoto období nebyl nejvyšší vůdčí silou v Maháráštře žádný ministr, ale královna vdova Tara Bai Mohito. Její administrativní genialita a síla charakteru zachránila národ v této hrozné krizi.“

## Boj o vládu
V boji o vládu v maráthské říši nakonec zvítězil Shahu Bhosale I. (1682–1749), který byl pátým čhatrapatí. Jako dítě byl v roce 1689 zajat spolu se svou matkou Mughalem Sardarem. Aby uklidnili situaci na maráthsko-mughalské hranici rozhodli se Mughalové vnést rivalitu mezi elitu Maráthské říše. Za určitých podmínek byl Shahu Bhoshal I., synovec Tarabaj, propuštěn. V boji o trůn Shahu zvítězil díky svému právnímu postavení a částečně úspěšné diplomacii Peshwy Balaji Višwanaty.Tarabaj byla zbavena moci. V roce 1709 se stal vládcem syn druhé manželky Rajaramy, Sambhaji II., který Tarabaj i jejího syna uvěznil. Šivádží II. zemřel v roce 1726. Tarabaj se poté smířila s Shahu Bhosalem I. a v roce 1730 odešla žít do Sátáry, to už bez jakékoli politické moci. 

## Konflikt s Peshwou Balaji Bádží Rao
V roce 1740 během posledních let Shahuova života mu Tarabaj ukázala dítě. Představila chlapce jako svého vnuka, a tedy přímého potomka Šívádžího. Tvrdila, že chlapec byl po svém narození pro svou ochranu ukryt a byl vychován manželkou rádžpútského vojáka. Shahu Bhonsle, který neměl vlastního syna, dítě adoptoval.
Po jeho smrti v roce 1749 nastoupil na trůn Rádžaram II. jako další čhhatrapatí. Když Peshwa Balaji Bádží Rao odcestoval na hranici Mughalské říše, Tarabaj vyzvala Rádžarama aby se postaral o odstranění Bádží Raa z vlády. Když Rádžaram odmítl, Tarabaj ho 24. listopadu 1750 uvěznila v žaláři v Sátáře. Tvrdila, že Rádžaram je podvodník, že není jejím vnukem. V říjnu 1750 se Tarabaj setkala s Umabai Dabhade, důležitým členem maráthského klanu Dabhade, který také neměl Peshwu v oblibě. Umabai vyslal na podporu Tarabaj 15 000 vojáků pod vedením druhého mahárádži z Barodu, Damaji Rao Gaekwada. Ten porazil v Nimbu, malém městečku severně od Sátáry Peshwovu armádu o síle 20 000 mužů, vedenou Trimbakrao Purandare. Poté pochodoval do Sátáry, kde Tarabaj Gaekwada uvítala. Trimbakrao však znovu postavil armádu se kterou dne 15. března opět zaútočil na Gaekwada, který stál na břehu řeky Venna. Gaekwad byl v této bitvě poražen a byl nucen ustoupit s těžkými ztrátami.
Mezitím se Peshwa vrátil od mughalsko-maráthské hranice a 24. dubna dorazil do Sátáry. Zaútočil na zdejší posádku a Tarabaj porazil. Město bylo obklíčeno a Peshwa požádal Tarabaj, aby propustila uvězněného Rajaramu II., jehož fyzický a psychický stav se značně zhoršil. Tarabaj odmítla a Peshwa odcestoval do Puné, protože dlouhé obléhání dobře zajištěné a silné pevnosti Sátárá by nebylo snadné. Mezitím byli Peshwovými muži zatčeni Damaji Gaekwad, Umabai Dabhade a jejich příbuzní.
Část Tarabajiných vojsk v posádce Sátára se proti ní neúspěšně vzbouřila. Vůdce rebelů, Anandrao Jadhav, byl sice sťat, ale Tarabaj si uvědomila, že nebude schopna bojovat s Peshwou, a souhlasila, že se s ním setká v Puné kvůli mírové dohodě. Tehdejší vládce z Nágpuru také neměl v oblibě Peshwu a byl se svou armádou nedaleko Puné. Slíbil, že Tarabaj ochrání na její cestě do Puné. V Puné jí Peshwa projevoval respekt a po jistém zdráhání Tarabaj přijala Peshwu jako vládce. Souhlasila, že propustí poručíka Baburaa Jadhava, kterého Peshwa neměl rád. Na oplátku jí Peshwa odpustil. Dne 14. září 1752 složili přísahu v chrámu Khandoba v Jejuri a slíbili si vzájemný mír. Při této slavnostní přísaze Tarabaj také přísahala, že Rajaram II. není jejím vnukem. Přesto si Peshwa i dále udržel Rajarama II. jako titulárního čhatrapatího, který se pro něho stal pouhou politickou loutkou.